# Paul Kelly (folkzanger)
Paul Kelly (Leominster (Massachusetts), 16 maart 1964) is een Iers/Amerikaans zanger en muzikant, die bekend werd door de pop/folkband The Kelly Family.

## Jeugd
Paul Kelly werd geboren als vierde en laatste kind  van het Amerikaanse echtpaar Daniel Jerome Kelly en zijn eerste vrouw Joanne. Hij heeft acht halfbroers/zussen en drie volledige broers/zussen. Sinds zijn vroege kinderjaren musiceerde hij met zijn familie en trad hij met hen gezamenlijk op als straatmuzikant. Hij speelde viool en saxofoon in de band.

## Carrière
Dankzij hun eerste platencontract met Polydor boekte de familie in 1980 hun eerste hitsucces met de single David's Song (Who'll Come with Me). Na het overlijden van Daniel Kelly's tweede echtgenote Barbara-Ann in 1982 werd het stiller rondom de muzikale familie. Midden jaren 1980 trad Paul samen op met zijn vader en zijn broers/zussen in de Parijse metro. In Frankrijk voltooide hij ook zijn laatste gezamenlijke plaatopnamen met zijn familie. In Parijs wijdde hij zich aan een opleiding tot kok en verliet hij de band.
In 2004 was hij als gastmuzikant betrokken bij het studioalbum Homerun en speelde hij het draaiorgel voor de song Babylon. Sinds oktober 2005 is hij weer een volwaardig lid van The Kelly Family en begeleidde hen onder andere in het kader van de tournees samen met Circus Roncalli bij Who'll Come With Me (2005/2006) en Circus Meets Music (2006), de kerktournees Good News (2006/2007) en More Good News (2007/2008) en de kersttournees Silent Night (2011, 2012). 
Ondanks zijn beroep als kok reisde Paul Kelly verder door de Europese straten en voerde hij straatconcerten op met zijn draaiorgel. Nu en dan stond hij begin jaren 1990 als gastmuzikant weer op het podium, samen met zijn broers/zussen. Tussen 1991 en 1997 nam hij in totaal vier soloalbums op met hoofdzakelijk Ierse, maar ook Spaanse, Baskische en Duitse folklore.
Sinds 2017 treedt hij met zes broers/zussen nu en dan weer op in The Kelly Family.

## Discografie

### Soloalbums
- 1991: Paul Kelly and His Hurdy Gurdy (als Paul Kelly)
- 1992: La Vielle À Roue Voyageuse (als Paul Kelly)
- 1993: Celtic Drones (als Pôl O'Ceallaigh)
- 1997: Trí Agus Trí (als Pól Ó Ceallaigh)

- Gemeinsame Normdatei: 1225965918
- MusicBrainz: afbada6e-7bb1-4ec6-b25f-6b7ade73aeb1
- Virtual International Authority File: 7760161211903440070007